# Spanbroek

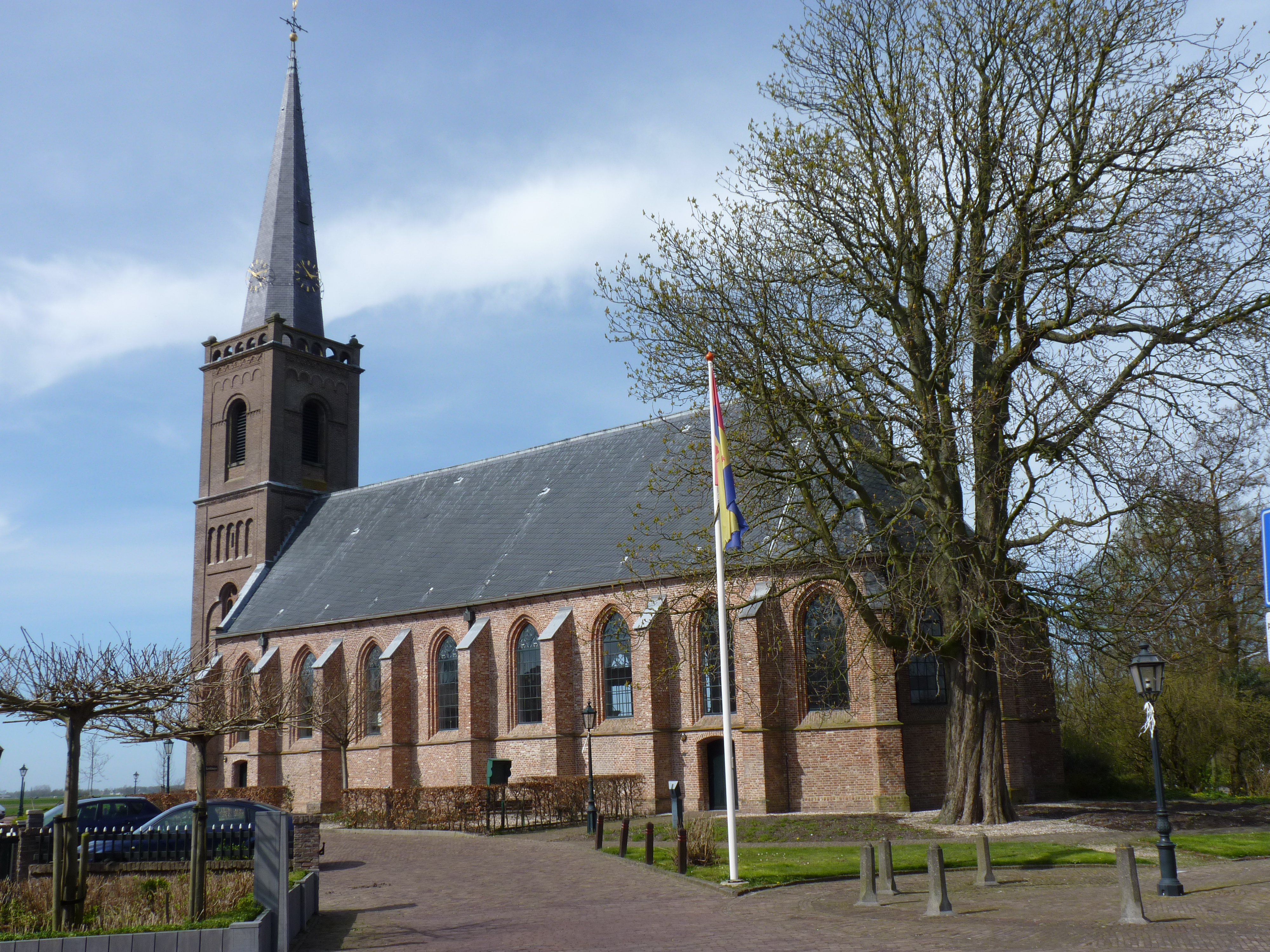
De voormalige hervormde kerk van Spanbroek

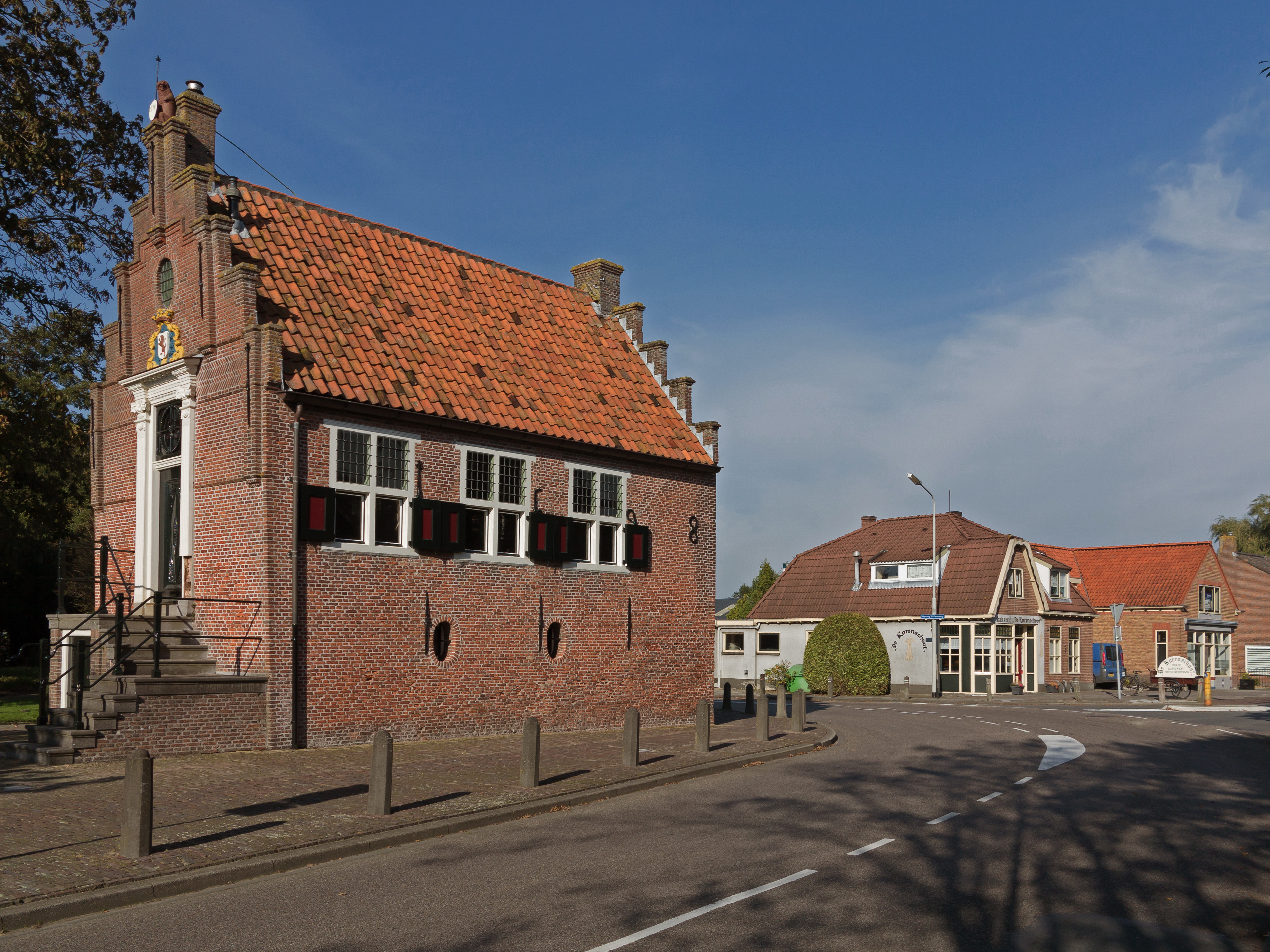
Het voormalige raadhuis van Spanbroek

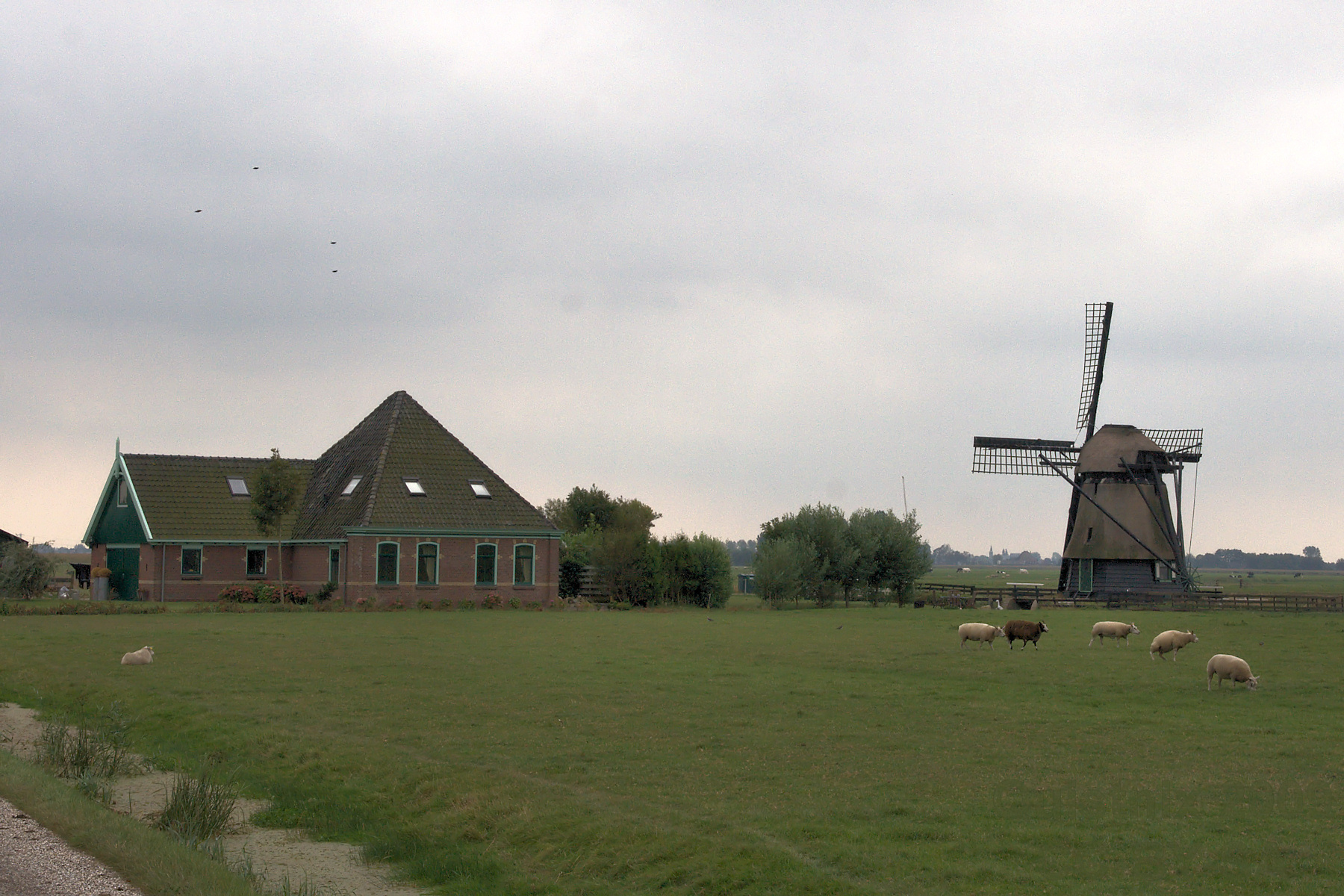
Molen De Westerveer en omgeving

Spanbroek is een plaats in de gemeente Opmeer in de regio West-Friesland in de provincie Noord-Holland. De buurtschap De Kaag wordt wel als een buurt van Spanbroek gezien. Op 1 januari 2023 telde Spanbroek 655 inwoners, op een oppervlakte van 7,82 km².
Spanbroek verkreeg in 1414 stadsrechten maar behield altijd een dorps karakter. Tot 1 juli 1959 was Spanbroek een zelfstandige gemeente, waartoe ook Zandwerven behoorde. Ook Noord-Spierdijk en Zuidermeer maakten enige tijd deel uit van de gemeente Spanbroek.

## Geschiedenis
Ergens in de eerste helft van de 13e eeuw was Spanbroek door de graaf van Holland in leen uitgegeven aan Willem II van Egmont, die de ambachtsheerlijkheid in 1258 afstond aan Floris de Voogd. In de late middeleeuwen maakte het dorp Spanbroek deel uit van de Vier Noorder Koggen, dat als waterschap verantwoordelijk was voor het onderhoud van een deel van de Westfriese Omringdijk. Nadat de graven van Holland de Westfriezen eind 13e eeuw definitief hadden onderworpen, werden de Vier Noorden Koggen samen met Drechterland samengevoegd tot het Oosterbaljuwschap van West-Friesland, dat de hoge jurisdictie had en belast was met het toezicht op de dijken.  
Het Oosterbaljuwschap werd in 1413 door graaf Willem VI van Holland opgeheven, waarna het plattelandsgebied werd verdeeld in zeven schoutambten. Een daarvan werd gevormd door Spanbroek, Opmeer, Obdam en Hensbroek. Op 2 februari 1414 verleende Willem VI dit gebied het stadsrecht van Schellinkhout, dat daarmee tot de stede Spanbroek verheven werd. Een dergelijke plattelandsstad was een fenomeen dat alleen in West-Friesland voorkwam. Het hield in dat er een gezamenlijke vierschaar met hoge jurisdictie kwam, maar dat de afzonderlijke dorpen voor het overige grotendeels zelfstandig bleven. Zij behielden hun dorpse karakter en werden nooit ommuurd.
Tijdens de Hoekse en Kabeljauwse twisten behoorde Spanbroek tot de Westfriese dorpen die zich samen met Kennemer boeren (de Hoeken) verzetten tegen de Bourgondische hertog Filips de Goede en Kabeljauws-gezinde steden. Nadat de hertog de opstandelingen op 22 augustus 1426 in de Slag bij Hoorn verslagen had, werden de opstandelingen zwaar bestraft. De stede Spanbroek moest een boete van 4000 kronen en een extra boetebelasting betalen. Bovendien werden alle privileges, rechten en vrijheden ontnomen, waaronder het stadsrecht.

### Spanbroek als heerlijkheid
Vervolgens werden diverse West-Friese plaatsen als heerlijkheid in leen uitgegeven aan degenen die hadden meegeholpen met het beteugelen van de opstandelingen. De voormalige stede Spanbroek, waaronder de dorpen Obdam, Opmeer en Hensbroek, werd tot een hoge heerlijkheid gemaakt, die in 1429 door gravin Jacoba van Beieren werd verleend aan ridder Arent van Gent, heer van Giessen, die daarmee de eerste ambachtsheer van Spanbroek was. Op 20 december 1456 verleende hertog Filips de Goede het dorp Spanbroek (tegen betaling van 40 pond en ditmaal zonder de omliggende plaatsen) opnieuw stadsrechten, zodat het voortaan een eigen rechtbank voor zowel strafzaken als civiele zaken had.
Hoewel het dus zelfstandig stadsrechten had gekregen, maakte Spanbroek nog wel deel uit van de hoge heerlijkheid waartoe ook de naastgelegen dorpen behoorden. Dat was geen houdbare situatie en zodoende werd de heerlijkheid op 28 mei 1475 gesplitst en werd Floris van Noordwijk beleend met de nu zelfstandige lage heerlijkheid Spanbroek. Rond 1500 verkocht Floris van Noordwijk de heerlijkheid aan Jan III van Egmont. Na zijn overlijden in 1516 ging de heerlijkheid over op zijn zoon, George van Egmont, die van 1534 tot 1559 bisschop van Utrecht was. De volgende heer van Spanbroek was zijn neef, de bekende graaf Lamoraal van Egmont die in 1568 op last van Alva onthoofd werd. 
Via de familie Van Cats ging de heerlijkheid Spanbroek in de 17e eeuw over op leden van de familie Van Gheel, die oorspronkelijk afkomstig was uit Antwerpen. Johannes van Gheel werd na zijn overlijden in 1667 of 1668 begraven in de hervormde kerk van Spanbroek, waar een barok grafmonument door beeldhouwer Rombout Verhulst aan hem herinnert.

### Samenvoeging met Opmeer
Toen Nederland onderdeel was geworden van het Franse keizerrijk, verordonneerde keizer Napoleon op 21 oktober 1811 de samenvoeging van Spanbroek en Opmeer. Per 1 mei 1817 ging beide dorpen echter weer zelfstandig verder, maar hadden doorgaans wel dezelfde burgemeester. Meermalen waren er plannen om Spanbroek en Opmeer toch weer samen te voegen, wat uiteindelijk per 1 juli 1959 geschiedde.
Het dorp Spanbroek was tot het begin van de 20e eeuw een typisch agrarische kern, terwijl de ringvaart die Spanbroek van Opmeer scheidt, voor een goede handelsverbinding met Alkmaar en Amsterdam zorgde. Vanaf de jaren 60 werd Spanbroek uitgebreid met nieuwbouwwijken. Aan het eind van de 20e eeuw was de plaats samengesmolten met Opmeer. Aan de buitenranden vindt men nog het oude open karakter, vooral ten zuiden van Spanbroek rond Zandwerven.

## Bezienswaardigheden
De voormalige hervormde kerk in laatgotische stijl kwam in twee periodes tot stand, namelijk in de 15e en 16e eeuw. De Nederlands politicus en schrijver Bernardus Bosch (1746-1803) was een bekende predikant in de kerk en er bevindt zich een grafmonument uit 1668 van beeldhouwer Rombout Verhulst. Later werd de kerk ook gebruikt als cultureel centrum en ze staat tegenwoordig bekend als 't Kerkhuys.
Vlak naast de kerk staat het raadhuis van Spanbroek dat dateert uit 1598 en daarmee een van de oudste raadhuizen van West-Friesland is. Het was als zodanig tot 1884 in gebruik en fungeerde later als gemeentelijke trouwlocatie.
Van februari 1997 tot november 2009 bevond zich in de voormalige huishoudschool 'Lidwina' het Scheringa Museum voor Realisme (daarvoor Frisia Museum voor het Magisch Realisme geheten).
De polder Westerveer was de laatste polder in de provincie Noord-Holland die nog op windkracht werd bemalen. Dat gebeurde door de poldermolen De Westerveer uit 1873. De molen staat aan de Zomerdijk in het buitengebied van Spanbroek.
In De Kaag staat de Kaagmolen. Deze poldermolen uit 1654 werd gebouwd voor de bemaling van de Kaagpolder. Hoewel hij aan de rand van de Kaagpolder, nabij Berkmeer en tegenover De Lage Hoek staat, is de adressering aan de Nieuweweg in Opmeer toegekend in plaats van Spanbroek.

## Sport
De voetbalclub uit Spanbroek is VVS '46 die in 1946 werd opgericht en tot en met het seizoen 1974/75 RKVVS heette.

## Geboren
- Gijsbertus van Sandwijk (1794-1871), onderwijzer, geschiedkundige en schrijver van educatieboeken
- Willem Johannes Driessen (1903-1982), burgemeester